# Équations de Stokes-Oseen
En dynamique des fluides, les équations de Stokes-Oseen décrivent l'écoulement d'un fluide visqueux incompressible pour un nombre de Reynolds faible. Cette formulation proposée par Carl Wilhelm Oseen en 1910 est une amélioration des équations de Stokes dans laquelle le terme inertiel est inclus de manière approchée,.
Le travail d'Oseen est basé sur les expériences de George Gabriel Stokes sur la chute d'une sphère dans un liquide visqueux. Il a développé un terme de correction permettant de résoudre le paradoxe de Stokes.

## Equations d'Oseen
Pour un objet se déplaçant à une vitesse faible {\displaystyle U} dans un fluide immobile, l'écoulement est décrit dans un référentiel lié à l'objet par les équations suivantes :
{\displaystyle {\begin{aligned}-\rho \mathbf {U} \cdot \nabla \mathbf {u} &=-\nabla p\,+\,\mu \nabla ^{2}\mathbf {u} ,\\\nabla \cdot \mathbf {u} &=0,\end{aligned}}}
où
- u est la vitesse dans le système de référence,
- p la pression,
- ρ la masse volumique,
- μ la viscosité dynamique,
- ∇ est l'opérateur gradient, et
- ∇2 l'opérateur laplacien.

Les conditions aux limites sont les suivantes :
{\displaystyle \mathbf {u} =0} à la surface de l'objet,
{\displaystyle \mathbf {u} \to -\mathbf {U} } et {\displaystyle p\to p_{\infty }} lorsque {\displaystyle \mathbf {r} \to \infty }
où r est la distance au centre du référentiel accompagnant l'objet et {\displaystyle p_{\infty }} la pression dans le milieu non perturbé par la présence de cet objet.

## Solution pour une sphère

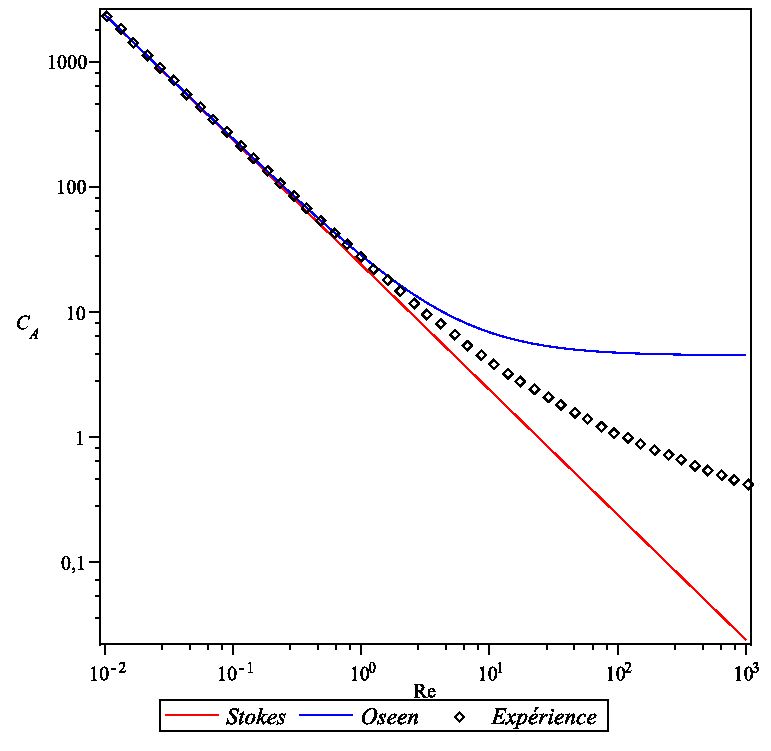
Traînée d'une sphère.

Comme dans le cas d'un écoulement de Stokes il est possible de calculer analytiquement la force exercée sur une sphère de rayon r,: 
{\displaystyle \mathbf {F} =-6\pi \mu r\mathbf {U} \left(1+{\frac {3}{16}}Re\right)}
où Re est le nombre de Reynolds basé sur le diamètre
{\displaystyle Re={\frac {2\rho Ur}{\mu }}}
En introduisant le coefficient de traînée
{\displaystyle C_{A}={\frac {|F|}{1/2\pi r^{2}\rho U^{2}}}}
on obtient la relation très simple
{\displaystyle C_{A}={\frac {24}{Re}}\left(1+{\frac {3}{16}}Re\right)}
Si l'expression due à Stokes sous-estime la traînée, cette expression a au contraire tendance à la surestimer si on la compare aux résultats d'essais (voir courbe).